# ساوالان (فیلم)
ساوالان فیلمی به کارگردانی و نویسندگی یدالله صمدی ساختهٔ سال ۱۳۶۸ است.

## خلاصهٔ داستان
«ساوالان» روستای آباد و سرسبزی در ناحیهٔ کوهستانی آذربایجان با مردمی ساده و ترسو است که مورد تهاجم پیاپی راهزنانی متشکل از اوباش آذربایجانی و روسیه تزاری قرار دارد. اهالی روستا پس از مشورت با کدخدا و دیگر بزرگان ده و با راهنمایی چرچی (فروشندهٔ دوره‌گرد) تصمیم به استخدام تفنگچی می‌گیرند. برای این منظور، کدخدا و چرچی عازم دوبایزید، شهر مرزی کشور همسایه (ترکیه عثمانی)، شده و پس از گذشت چند روز به همراه عدّه‌ای تفنگچی حرفه‌ای به روستا بازمی‌گردند. تفنگچی‌ها راهزنان را شکست می‌دهند؛ امّا پس از مدّتی با دیدن زیبایی‌های طبیعی روستای «ساوالان» و ساده‌لوحی شدید اهالی روستا، تصمیم می‌گیرند تا در آنجا بمانند و در ادامه رفتاری مشابه همان راهزنان شکست‌خورده در پیش گرفته و به ظلم و تعدّی به اهالی روستا دست می‌زنند. اهالی «ساوالان» که از ظلم و ستم‌های تفنگچی‌ها به ستوه آمده‌اند، با کمک جوانی به نام «سلام» که خود قبلاً از اعضای تفنگچی‌ها بوده، به مقابله با آنان برمی‌خیزند و تفنگچی‌ها را شکست می‌دهند.

## بازیگران
- مجید مظفری
- محمد برسوزیان
- فردوس کاویانی
- خسرو دستگیر
- فرهاد خان‌محمدی
- ذبیح‌الله ذبیح‌پور
- عباس حیدری
- حیدر حاتمی
- فاطمه صادقی